# Julius Büdel
Julius Büdel (* 8. August 1903 in Molsheim; † 28. August 1983 in Würzburg) war ein deutscher Geograph mit dem Schwerpunkt Geomorphologie.
Er prägte die geomorphologische Forschung in Deutschland stark, vor allem mit seinen Thesen zum klimagenetischen Ansatz der Reliefanalyse.

## Stationen
- 1928 Promotion in Wien
- 1951 Ordentlicher Professor für Geographie an der Universität Würzburg
- 1966/1967 Rektor der Universität Würzburg
- 1974 Initiator und von 1974 bis 1978 Vorsitzender des Deutschen Arbeitskreises für Geomorphologie
- 1975 wurde auf seinen Antrag hin die Kommission für Geomorphologie der Bayerischen Akademie der Wissenschaften eingerichtet.[1]

## Schüler
Zu Büdels Doktoranden gehörten insbesondere
- Horst Mensching (1949)
- Horst-Günter Wagner (1960, von Mensching mitbetreut)

## Ehrungen
- In Antarktika wurden eine Inselgruppe vor der antarktischen Halbinsel, die Büdel-Inseln, sowie ein Berg auf den Südshetlandinseln, der Büdelberg, nach Julius Büdel benannt.[2][3]
- Seit 1961 Mitglied der Leopoldina
- 1968 erhielt er die Albrecht-Penck-Medaille.
- 1969: Bayerischer Verdienstorden
- 1973: Alexander-von-Humboldt-Medaille der Gesellschaft für Erdkunde zu Berlin
- 1976 Ehrenmitglied der Geographischen Gesellschaft zu Lübeck
- 1978 Weyprecht-Medaille der Deutschen Gesellschaft für Polarforschung
- 1981: Victoria Medal der Royal Geographical Society
- Mitglied der Akademie der Wissenschaften und der Literatur sowie der Österreichischen Akademie der Wissenschaften

## Werke
- Die morphologische Entwicklung des südlichen Wiener Beckens und seiner Umrandung. Berliner Geographische Arbeiten, Bd. 4. Berlin 1933.
- Klima-Geomorphologie. 2., veränd. Aufl. Berlin [u. a.]: Borntraeger, 1981 (1. Aufl. 1977). ISBN 3-443-01017-2